# Рыдзына
Рыдзына (пол. Rydzyna, нем. Reisen) — город в Польше, входит в Великопольское воеводство, Лешненский повят. Имеет статус городско-сельской гмины. Занимает площадь 2,17 км². Население — 2446 человек (на 2006 год).
Известен с начала XV века как имение Яна Чернинского, одного из рыцарей Ягайлы. Существующий Рыдзынский замок построил в конце XVII века для Лещинских итальянский мастер Помпео Феррари. Во время Северной войны резиденция короля Станислава I подверглась разорению. В 1738 г. имение выкупил князь Сулковский, внебрачный сын короля Августа Сильного. Новый владелец пышно украсил дворец и сделал его центром наследственного майората, или ординации. 
После смерти последнего из Сулковских в 1909 г. замком управлял учреждённый им фонд. С 1928 г. в замке находилась частная школа для мальчиков. 
В период немецкой оккупации 1939 - 1945 годов замок был превращен в пансион нацистской молодежной организации «Гитлерюгенд». Войска 3-й армии 2-го Белорусского фронта вошли в Рыдзину 29 января 1945 года, а через день, рассматривая замок как штаб-квартиру «Гитлерюгенда», подожгли его. 
Реставрационные работы начались в 1970 г. и продолжались 19 лет. По довоенным фотографиям удалось восстановить многие интерьеры. Эта работа польских реставраторов получила высокую оценку со стороны ЮНЕСКО.

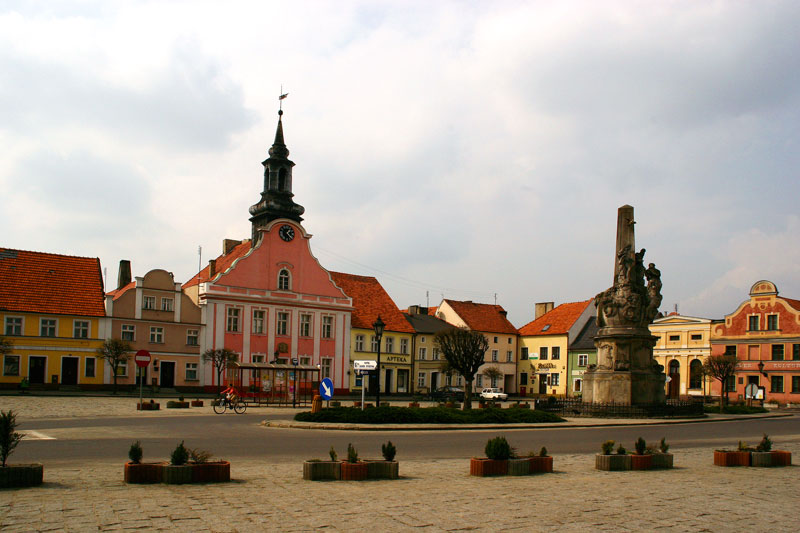
Площадь Рынок
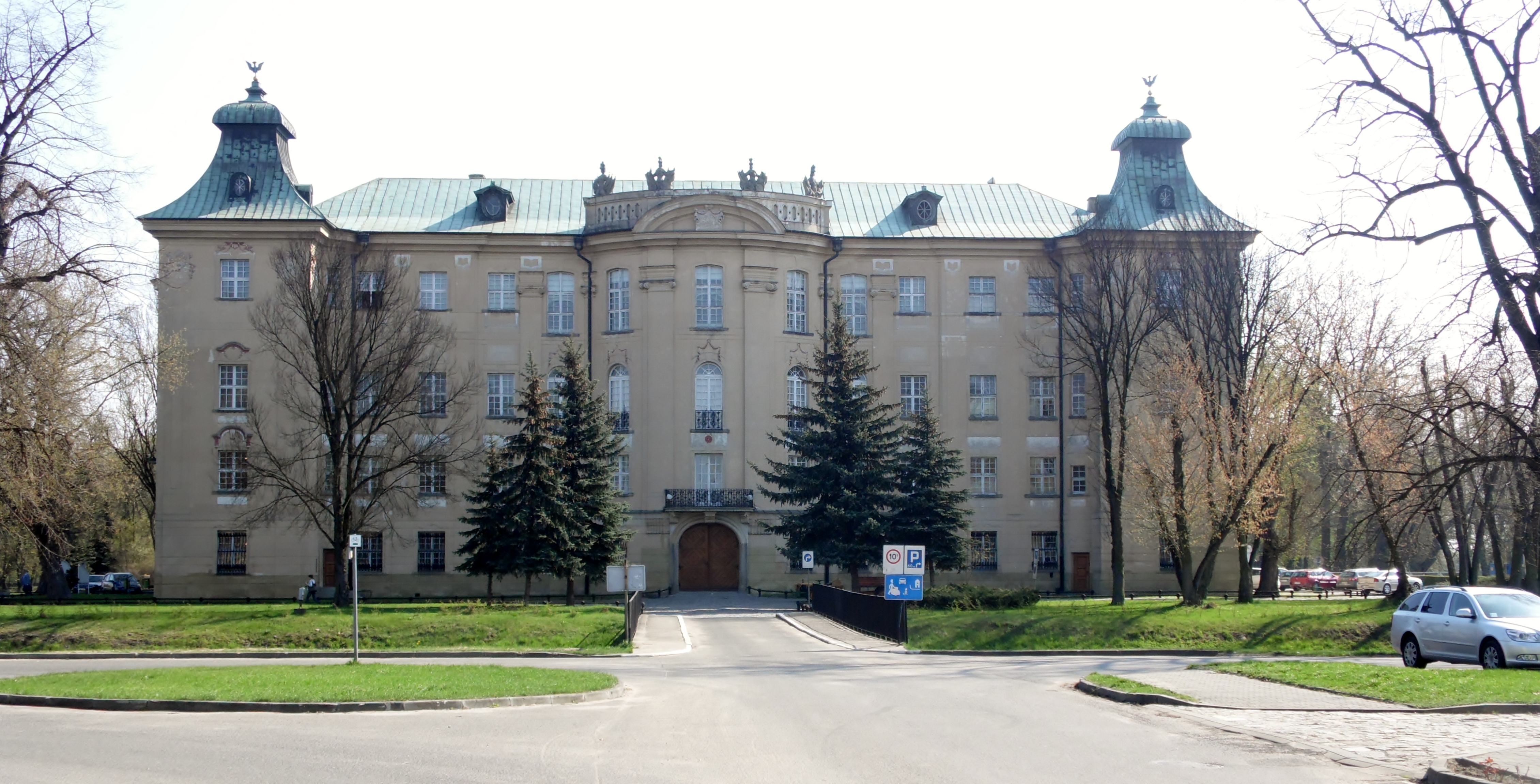
Замок Сулковских
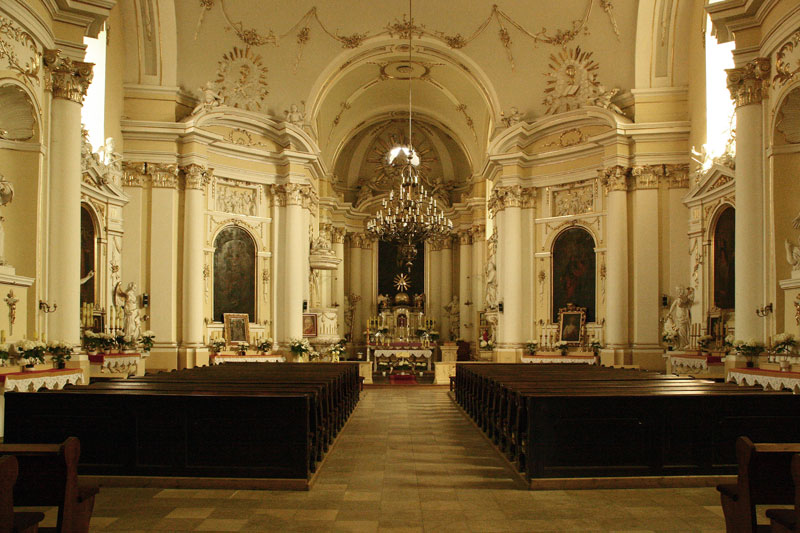
Костёл св. Станислава